# Британська флотилія підводних човнів на Балтійському морі
Британська флотилія підводних човнів на Балтійському морі (англ. British submarine flotilla in the Baltic) — флотилія підводних човнів Королівського ВМФ Великої Британії, що діяла в Балтійському морі протягом трьох років під час Першої світової війни. Флотилія входила на підставі союзних домовленостей між Британською та Російською імперіями до складу Балтійського флоту Росії, і нараховувала до одинадцяти британських підводних човнів. Головним завданням флотилії було не допустити ввезення залізної руди зі Швеції до імперської Німеччини. Успішні дії човнів флотилії також змусили німецький флот на Балтиці триматися на своїх базах і позбавив німецький Флот відкритого моря можливостей використовувати акваторію моря як відносно вільний для тренувань полігон. Флотилія базувалася в Ревелі (Таллінн), і більшу частину її очолював капітан Френсіс Кромі.

## Історія
Восени 1914 року Британське адміралтейство за згодою з російським урядом направило до Балтійського моря групу своїх підводних човнів, головним завданням яких була боротьба з постачанням шведської залізної руди Німеччині. У жовтні 1914 року від берегів Англії вийшла перша партія з трьох човнів типу «E»: E1 (лейтенант-командер Ноель Лоренс), E9 (лейтенант-командер Макс Гортон) і E11 (лейтенант-командер Мартін Несміт), які здійснили перехід через небезпечні протоки Скагеррак, Каттегат і вузькі, мілкі Данські протоки. Лоренс і Гортон зуміли прорватися до Балтійського моря, втім човен Несміта наштовхнувся на щільні патрулі і, уникнувши спроби тарану і бомбардування, був змушений повернути назад. Вже 17 жовтня E1 Лоренса атакував старий німецький бронепалубний крейсер «Вікторія Луїзе», але торпеда, занурена занадто глибоко, пройшла повз корабель.
На момент формування британська флотилія складалася з шести підводних човнів типу «Е» і п'яти підводних човнів типу «С». Менші за розміром підводні човни типу «C» досягли Балтійського моря, пройшовши через Біле море, далі через північні річки, в акваторію Балтики; більші за водотоннажністю підводні човни типу «Е» зуміли увійти в німецькі протоки, пройшовши непоміченими противником через вузьку та мілку Данську протоку. 
За час ведення бойових дій у морі, два підводні човни загинули, сівши на мілину, а один зник безвісти, ймовірніше за все, британський човен затонув, підірвавшись на морській міні.
У 1918 році німецька окупація Таллінна і Берестейський мирний договір змусили флотилію передислокуватися до Гельсінкі під захист Фінської Соціалістичної Робітничої Республіки. Втручання Німеччини в Громадянську війну у Фінляндії та висадка 10-тисячної німецької Балтійської дивізії в Ханко змусили екіпаж затопити вісім підводних човнів, що залишилися на той час, і три допоміжні кораблі, «Цицерон», «Емілія» та «Обсидіан», за межами гавані Гельсінкі.
Подібна доля спіткала й російський підводний флот Балтики. Під час Льодового походу Балтійського флоту чотири російські підводні човни типу «АГ» залишилися без підтримки в Ханко. Прибуття німецьких військ під командуванням Рюдігера фон дер Гольца 3 квітня змусило росіян поспішно затопити підводні човни, включаючи AG 12 і AG 16, у гавані Ханко.